# Tratado de Niš (1914)
El Tratado de la Alianza Serbo-Albanesa, también conocido como Tratado de Niš, fue un tratado secreto firmado en la ciudad serbia de Niš entre Essad Bajá Toptani y el primer ministro Nikola Pašić del Reino de Serbia el 17 de septiembre de 1914.

## Antecedentes
El 17 de mayo de 1914, Essad Bajá fue acusado de colaborar en la revuelta campesina contra Guillermo de Wied. Fue desterrado a Italia el 20 de mayo, sin haber sido sometido a juicio. Allí fue recibido con honores ya que tanto representantes italianos como austríacos habían participado en las intrigas que rodearon la revuelta contra el príncipe. Solo una semana después de la partida del príncipe Wilhelm de Wied de Dirraquio el 3 de septiembre de 1914, estalló otra revuelta violenta. Los rebeldes lograron sitiar Dirraquio, encarcelar a los partidarios de Wied, reclamar el advenimiento de un príncipe musulmán y establecer el Senado de Albania Central.

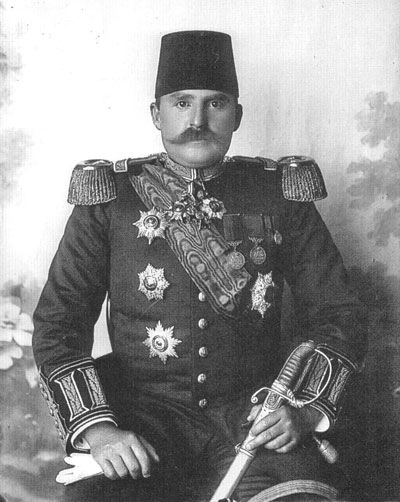
Essad Bajá Toptani

## El Tratado

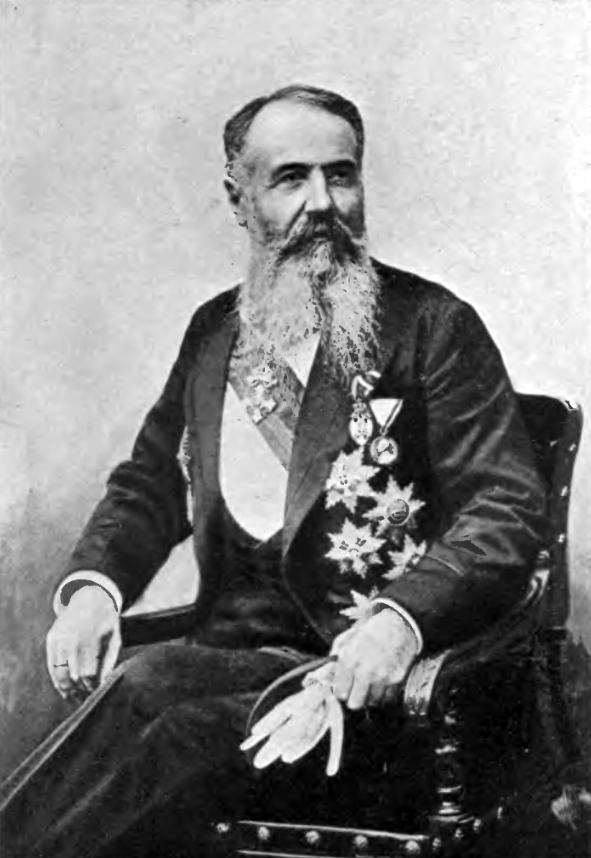
Nikola Pašić

En el otoño de 1914, Essad Bajá decidió aceptar la invitación del Senado de Albania Central para regresar y dirigirlo. Primero viajó a Niš, en Serbia, donde él y el primer ministro serbio Nikola Pašić firmaron el tratado secreto de alianza serbo-albanesa el 17 de septiembre de 1914. El tratado se firmó en el edificio Banovina (que forma parte de la Universidad de Niš desde 1966), que está cerca de la fortaleza de la ciudad.
El tratado tenía quince puntos que establecían instituciones políticas y militares serbo-albanesas y la alianza militar entre Albania y el Reino de Serbia. Preveía la construcción de un ferrocarril hasta Dirraquio, la concesión de apoyo financiero y militar serbio para mantener a Essad Pachá como dirigente albanés y el trazado de la frontera común por una comisión serbo-albanesa. Permitía que Essad Bajá cambiase algunas cláusulas, ya que requería que fuese aprobado por la Asamblea Nacional de Albania, lo que se consideraba probable después de que Essad se hubiese hecho con el poder. Serbia se comprometió a intervenir militarmente para asegurar que así fuese y a subsidiar a la gendarmería de Essad con cincuenta mil dinares mensuales para material militar.

## Consecuencias
En octubre de 1914, Essad Bajá regresó a Albania. Con el respaldo financiero italiano y serbio, organizó fuerzas armadas en Dibër y se apoderó tanto del interior de Albania como de Dirraquio.